# Enrique René Michel Santibáñez
Enrique René Michel Santibáñez (* 25. Januar 1947 in Oaxaca de Juárez) ist ein ehemaliger mexikanischer Botschafter.

## Leben
Enrique René Michel Santibáñez studierte Rechtswissenschaft an der Universidad Nacional Autónoma de México. Anschließend absolvierte er ein Aufbaustudium in Verwaltungs- und Staatsrecht. Später erwarb einen Abschluss in Marketing am Instituto de Mercadotecnia y Publicidad, S.C. Ebenso nahm er an Aufbaustudiengängen an der Harvard University teil. 
Von 1967 bis 1968 war Santibáñez persönlicher Sekretär des diplomatischen Ratgebers von Gustavo Díaz Ordaz und anschließend bis 1969 persönlicher Sekretär des Generalstaatsanwaltes von Mexiko-Stadt.
Zu seinen weiteren Positionen gehören die des Beraters des Generaldirektors des Instituto Nacional de la Juventud Mexicana (1971–1973) und die des Assessors bei dem vom Stadtteil Miguel Hidalgo entsandten Stadtrat in Mexiko-Stadt (1977–1978).
1980 trat er in den auswärtigen Dienst. Im Generalkonsulat von New York City fungierte er als Konsul erster Klasse; er leitete das Konsulat in Boston zunächst im Rang eines Konsuls erster Klasse und später als Generalkonsul. Er leitete das Generalkonsulat in Brownsville und war von Januar 1993 bis 1995 Stellvertreter des Botschafters in Washington, D.C.

## Veröffentlichungen
- El Heraldo Numismático de México
- El Marco Jurídico de la Medicina del Trabajo en México
- las Relaciones Públicas Gubernamentales".[1]

| Vorgänger                      | Amt                                                                          | Nachfolger                     |
| ------------------------------ | ---------------------------------------------------------------------------- | ------------------------------ |
| Armando Cantú Medina           | mexikanischer Botschafter in Bangkok 19. Oktober 1989 bis 21. September 1992 | Miguel Ángel Vilchis Salgado   |
| Sergio Ernesto González Gálvez | mexikanischer Botschafter in Hanoi 8. Mai 1990 bis 21. September 1992        | Jesús Francisco Domene Vázquez |
| Vicente Luis Coca Álvarez      | mexikanischer Botschafter in Manila 1. September 1995 bis 20. Februar 2001   | Enrique Hubbard Urrea          |